# Konstantín Chernenko
Konstantín Ustínovich Chernenko (en ruso: Константи́н Усти́нович Черне́нко. Bolshaya Tes, Krasnoyarsk, Imperio ruso, 11 de septiembrejul./ 24 de septiembre de 1911greg.-Moscú, 10 de marzo de 1985) fue un político soviético, máximo dirigente de la Unión Soviética entre 1984 y 1985. 
Hijo de campesinos, Chernenko ingresó en el Partido Comunista de la Unión Soviética (PCUS) en 1931, participando de forma destacada en la práctica política del estalinismo durante la década de los años 1930, principalmente en la eliminación de los kuláks. Su actuación acabó llevándolo a la dirección del Partido en el territorio siberiano de Krasnoyarsk. Entre 1948 y 1956 dirigió el departamento de propaganda del Partido en la República Socialista Soviética de Moldavia. En este periodo conoció a Leonid Brézhnev, haciéndose grandes amigos. En 1953 trabajó en el Instituto Pedagógico de Kishiniov. 
A la muerte de Stalin, Nikita Jrushchov lo sucedió al frente de la Unión Soviética y Chernenko ascendió hacia importantes cargos en la nomenklatura del Partido. En 1956 pasó a ser designado jefe de agitación y propaganda del Comité Central del PCUS. Cuatro años después, jefe de recursos humanos del Politburó. En 1965 asumiría el departamento general del Comité Central. 
En los años 1970, Chernenko se convirtió en un importante miembro del Comité Central. En 1976, pasó al Secretariado y en 1978 al escalafón más alto del Partido y por tanto del Estado, el Politburó. En 1982, tras la muerte de Leonid Brézhnev, Chernenko pierde la carrera hacia la secretaría general ante Yuri Andrópov. Sin embargo, graves problemas de salud llevan al fallecimiento a Andrópov en 1984, por lo que Chernenko lo sucede como secretario general del PCUS, presidente del Presídium del Sóviet Supremo de la Unión Soviética (jefe de Estado) y presidente del Consejo de Defensa. Lideró una reforma educativa y diversos ajustes en la estructura burocrática del Estado. En política exterior, negoció un pacto comercial con China. Apenas después de un año en el poder, Chernenko, también aquejado de graves problemas de salud, falleció en marzo de 1985. Sus restos están enterrados en la Necrópolis de la Muralla del Kremlin de Moscú.

## Biografía

Tarjeta del partido de Chernenko de 1973

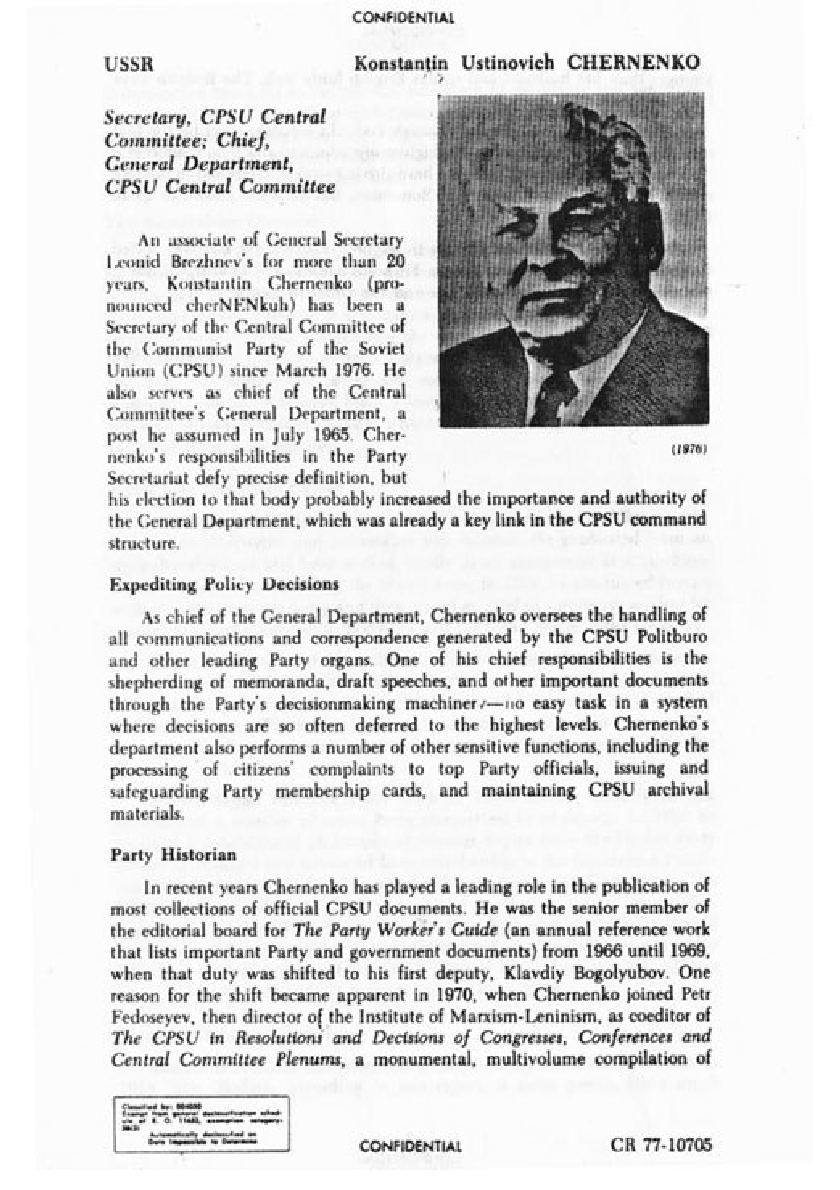
Documento de Chernenko de la embajada de Estados Unidos en Teherán

Konstantín Chernenko nació en el seno de una familia pobre, originaria del pueblo siberiano de Bolshaya Tes (ubicado actualmente en el distrito de Krasnoyarsk), el 24 de septiembre de 1911. Su padre, Ustin Demidovich Chernenko, era de origen ucraniano y trabajaba en minas de oro y cobre, mientras que su madre se encargaba de las labores agrícolas.
Chernenko se unió al Komsomol en 1929. En 1931, se convirtió en miembro de pleno derecho del Partido Comunista. De 1930 a 1933, sirvió en la guardia fronteriza soviética en la frontera con China. Después de avabar su servicio militar, regresó a Krasnoyarsk como propagandista. En 1933, trabajó en el departamento de propaganda del Comité Central del Partido en Novosiolovski. Unos años más tarde, fue ascendido a jefe del mismo departamento en Uyarsk.
Chernenko ascendió en las filas del partido, convirtiéndose en director de la Casa de la Ilustración del partido en Krasnoyarsk, antes de ser nombrado jefe adjunto del Departamento de Agitprop en 1939. A principios de la década de 1940, comenzó una relación cercana con Fiódor Kulakov y fue nombrado Secretario del Comité Territorial de Propaganda del Partido. En 1945, obtuvo un diploma en una escuela de formación del partido en Moscú y luego concluyó un curso a distancia para maestros en 1953.

## Trayectoria

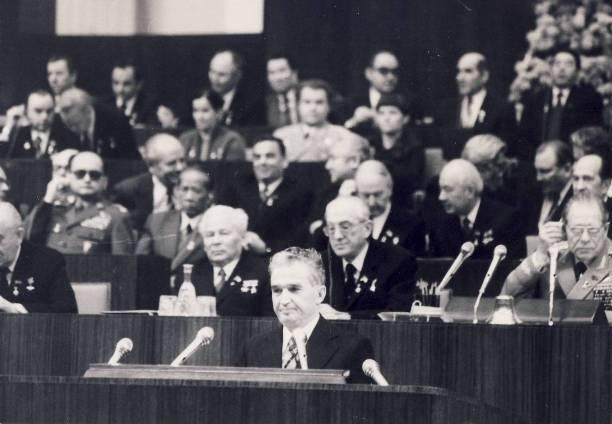
Chernenko (sentado segundo desde la izquierda en la primera fila) asistiendo al 60 aniversario de la URSS (1982)

El punto de inflexión en la carrera de Chernenko fue su nombramiento en 1948 para dirigir el departamento de propaganda del Partido Comunista de la República Socialista Soviética de Moldavia. Allí conoció y se ganó la confianza del futuro líder de la Unión Soviética, Leonid Brézhnev, quien era el primer secretario del partido local entre 1950 y 1952. Chernenko apoyó a Brézhnev, lo que le permitió ocupar el puesto de propaganda en el Comité Central del PCUS, en Moscú. En 1960, luego de que Brézhnev fuera nombrado presidente del Presídium del Sóviet Supremo, Chernenko se convirtió en su jefe de gabinete.
En 1964, el líder soviético Nikita Jrushchov fue depuesto y sucedido por Brézhnev. Durante el mandato de Brézhnev como líder del partido, la carrera de Chernenko ascendió exitosamente. Fue nombrado jefe del Departamento General del Comité Central en 1965, y recibió el mandato de establecer la agenda del Politburó, así como de preparar borradores de numerosos decretos y resoluciones del Comité Central. También supervisó las escuchas telefónicas en las oficinas de los principales funcionarios del Partido. Otro de sus trabajos fue la firma de cientos de documentos del Partido, labor que realizó durante los siguientes 20 años. 
En 1971, Chernenko fue ascendido a miembro de pleno derecho en el Comité Central; supervisó el trabajo del partido sobre el Buró de Cartas y se ocupó de la correspondencia. En 1976, fue elegido secretario de la Oficina de Cartas. Se convirtió en candidato en 1977 y en 1978 en miembro de pleno derecho del Politburó, segundo puesto de mayor rango (después del secretario general) en la jerarquía del Partido. 
Durante los últimos años de Brézhnev, Chernenko trabajó de lleno en la ideología del Partido; encabezó delegaciones soviéticas en el extranjero, acompañó a Brézhnev a importantes reuniones y conferencias, y fue miembro de la comisión que revisó la redacción de la Constitución Soviética de 1977. En 1979, participó en los Acuerdos SALT llevados a cabo en Viena.
Después de la muerte de Brézhnev en noviembre de 1982, se especuló que el puesto de secretario general sería ocupado por Chernenko. Sin embargo, no obtuvo el suficiente apoyo para su candidatura dentro del Partido. En última instancia, el director de la KGB, Yuri Andrópov, ocupó el cargo como sucesor de Brézhnev.

## Liderazgo de la Unión Soviética

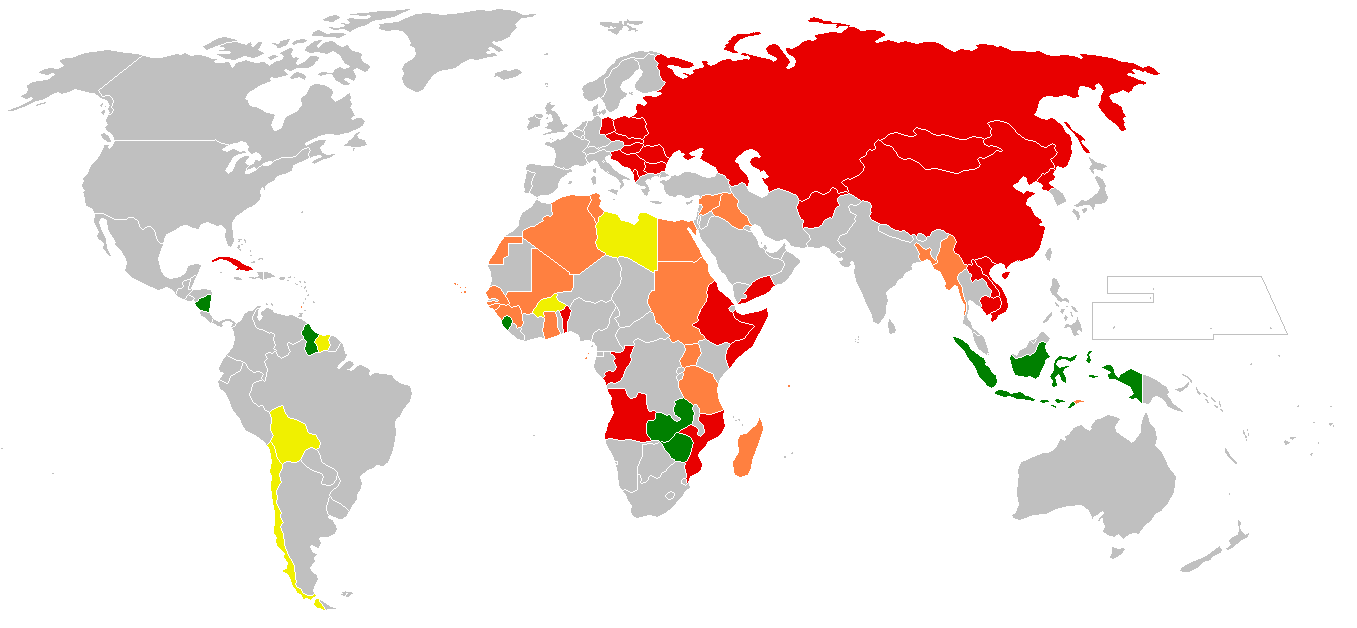
Mapa mundial de los países socialistas durante el gobierno de Chernenko

Yuri Andrópov murió en febrero de 1984, solo quince meses de ocupar el cargo. Luego, Chernenko fue elegido para reemplazarlo, a pesar de que Andrópov deseaba que Mijaíl Gorbachov lo sucediera, además de que Chernenko también padecía una enfermedad terminal.
No obstante, Yegor Ligachov escribió en sus memorias que Chernenko fue elegido secretario general sin objeciones. En la sesión del Comité Central, el 13 de febrero de 1984, cuatro días después de la muerte de Andrópov, el presidente del Consejo de Ministros, Nikolái Tíjonov, nombró a Chernenko como secretario general, y el Comité lo votó. En el momento de su ascenso como dirigente del país, Chernenko fue visto como un líder de transición mientras la "Vieja Guardia" buscaba a un candidato aceptable. Mientras tanto, se vio obligado a gobernar el país en un triunvirato junto con el ministro de Defensa, Dmitri Ustínov, y el ministro de Relaciones Exteriores, Andréi Gromiko. A pesar del conocimiento generalizado sobre el estado de salud de Chernenko, el Politburó no autorizó a Gorbachov, el segundo al mando del partido, a presidir las reuniones en su ausencia. Esto se convirtió en un problema constante ya que la enfermedad de Chernenko lo llevó a faltar a reuniones con una frecuencia cada vez mayor. Según lo describe Nikolái Rizhkov; "todos los jueves en la mañana, él (Gorbachov) se sentaba en su oficina como un pequeño huérfano -a menudo estando presente en este triste procedimiento- esperando una llamada telefónica de Chernenko, para saber si podría asistir al Politburó, o si le pediría a Gorbachov que fuera en su lugar otra vez".
En el funeral de Andrópov, Chernenko apenas pudo leer el panegírico. A los presentes se les dificultó entender lo que estaba tratando de decir, debido a que hablaba rápidamente, omitía palabras, tosía, y hacía pausas repetidamente. Subió al Mausoleo de Lenin mediante una escalera eléctrica recientemente instalada, y tuvo que bajar con ayuda de dos guardaespaldas. 
Respecto a su política, Chernenko representó un regreso a las políticas de la era Brézhnev. Sin embargo, apoyó un mayor papel de los sindicatos, así como de la reforma educativa y propagandística. El único cambio importante que realizó Chernenko fue el despido del Jefe del Estado Mayor, el mariscal Nikolái Ogarkov, quien había abogado por menos gastos en bienes de consumo, a favor de mayores gastos en investigación y desarrollo armamentístico. Ogarkov fue reemplazado posteriormente por el mariscal Serguéi Ajroméyev.
En política exterior, negoció un tratado comercial con China. A pesar de intentar renovar el détente, Chernenko hizo poco por evitar la escalada de la Guerra Fría con Estados Unidos. Por ejemplo, en 1984, la Unión Soviética impidió una visita a Alemania Occidental, de Erich Honecker, el líder de Alemania Oriental. Sin embargo, a finales del otoño de 1984, Estados Unidos y la Unión Soviética acordaron renovar el diálogo sobre el control de armamento a principios de 1985. En noviembre de 1984, Chernenko se reunió con el líder del Partido Laborista Británico, Neil Kinnock.
En 1980, Estados Unidos boicoteó los Juegos Olímpicos celebrados en Moscú, como protesta por la Guerra Afgano-Soviética, por lo que en 1984, el gobierno de la Unión Soviética, bajo el liderazgo de Chernenko, anunció su intención de no participar en los siguientes Juegos Olímpicos, celebrados en Los Ángeles, California, debido a "motivos de seguridad, y a causa de sentimientos chovinistas y una histeria antisoviética que se azuzaba en los Estados Unidos". Al boicot se unieron 14 países del Bloque Oriental y sus aliados, incluida Cuba (pero no Rumania). La acción fue ampliamente vista como una venganza por el boicot estadounidense a los Juegos Olímpicos de Moscú. Los países que organizaron el boicot organizaron sus propios "Juegos de la Amistad" en el verano de 1984.
Antes de su muerte, Chernenko firmó documentos preliminares en los que se establecía que el 9 de mayo de 1985, el día del 40º Desfile del Día de la Victoria, la ciudad de Volgogrado pasaría a llamarse Stalingrado. En su carta a la hija de Stalin, Svetlana Alliluyeva, escribió sobre "la próxima restauración de la justicia en relación con la memoria y el legado de I. V. Stalin", lo que presumiblemente se refería a la rehabilitación política de Stalin.

## Problemas de salud, muerte y legado
Chernenko comenzó a fumar a los nueve años de edad, y siempre se supo que era un gran fumador de adulto. Mucho antes de su elección como secretario general, había desarrollado un enfisema pulmonar e insuficiencia cardíaca. En 1983 se había ausentado de sus funciones durante tres meses por bronquitis, pleuresía y neumonía. El historiador John Lewis Gaddis lo describió como "un geriátrico debilitado tan parecido a un zombi, que no puede evaluar los informes de inteligencia, sean estos alarmantes o no", cuando sucedió a Andrópov en 1984.
A principios de 1984, Chernenko estuvo hospitalizado durante más de un mes, pero siguió trabajando y enviando notas y cartas al Politburó. Durante el verano, sus médicos lo enviaron a Kislovodsk para recibir tratamiento en centros termales, pero cuando llegó a su destino, la salud de Chernenko empeoró aún más y contrajo una neumonía. No regresó al Kremlin hasta finales de 1984. Durante ese tiempo, otorgó órdenes y condecoraciones a cosmonautas y escritores en su oficina, pero no podía caminar, por lo que se desplazaba en silla de ruedas.
A finales de 1984, Chernenko a duras penas podía salir del Hospital Clínico Central de Moscú, una instalación fuertemente custodiada. El Politburó colocaba un facsímil de su firma en todas las cartas, como había hecho Chernenko con Andrópov anteriormente. La enfermedad de Chernenko fue reconocida públicamente por primera vez el 22 de febrero de 1985, por Víktor Grishin, un miembro del Politburó, durante un mitin electoral televisado en el distrito de Kúibyshev, en el noreste de Moscú, donde el secretario general se presentó como candidato a diputado del Sóviet Supremo de la RSFS de Rusia. Dos días después, en una escena televisada que conmocionó a toda la nación, Grishin trasladó (casi arrastrando) al enfermo terminal Chernenko desde su cama en el hospital hasta las urnas para votar. El 28 de febrero de 1985, Chernenko apareció una vez más en televisión para recibir las credenciales parlamentarias y leer un breve comunicado sobre su victoria electoral: "la campaña electoral ha terminado y ahora es el momento de llevar a cabo las tareas que nos han encomendado los votantes y los comunistas que han hablado".
El enfisema y los daños pulmonares y cardíacos asociados empeoraron significativamente para Chernenko en las tres últimas semanas de febrero de 1985. Según el médico jefe del Kremlin, Yevgeny I. Chazov, Chernenko también había desarrollado hepatitis crónica y cirrosis hepática. El 10 de marzo a las 15:00, Chernenko entró en coma y murió esa misma tarde a las 19:20, a la edad de 73 años. La autopsia reveló que la causa de la muerte fue una combinación de enfisema crónico, un corazón agrandado y dañado, insuficiencia cardiaca congestiva y cirrosis hepática.  India, Irak, Siria y Nicaragua declararon tres días de luto; Pakistán declaró dos días de luto; Alemania Oriental y Checoslovaquia declaró un día de luto.
Chernenko se convirtió en el tercer dirigente soviético fallecido en menos de tres años. Al ser informado en mitad de la noche de su muerte, se dice que el presidente estadounidense Ronald Reagan comentó: «¿Cómo se supone que voy a llegar a algún sitio con los rusos si se me siguen muriendo?»
Chernenko fue honrado con un funeral de Estado y fue enterrado en la Necrópolis del Muro del Kremlin, en una de las doce tumbas individuales situadas entre el Mausoleo de Lenin y el muro del Kremlin. Es la última persona que ha sido enterrada allí.
El impacto de Chernenko -o la falta del mismo- fue evidente en la forma en que se informó de su muerte en la prensa soviética. Los periódicos soviéticos publicaron noticias sobre la muerte de Chernenko y la elección de Gorbachov el mismo día. Los periódicos tenían el mismo formato: la página 1 informaba de la sesión del Comité Central del partido del 11 de marzo en la que se eligió a Mijaíl Gorbachov e imprimía la biografía del nuevo líder y una gran fotografía suya; la página 2 anunciaba el fallecimiento de Chernenko e imprimía su obituario.
Tras la muerte de un líder soviético era costumbre que sus sucesores abrieran su caja fuerte. Cuando Gorbachov hizo abrir la caja fuerte de Chernenko, se encontró que contenía una pequeña carpeta de documentos personales y varios fajos grandes de dinero; se encontró más dinero en su escritorio. No se sabe de dónde había sacado el dinero ni para qué pensaba utilizarlo.

## Vida privada
Chernenko tuvo un hijo, Albert, fruto de su primer matrimonio, quien se convirtió en un destacado teórico del derecho soviético. Con su segunda esposa, Anna Liubímova (con quien se casó en 1944), tuvo otras dos hijas, Elena (quien trabajaba en el Instituto de Historia del Partido) y Vera (quien trabajaba en la Embajada Soviética en Washington), así como un hijo, Vladímir, quien fue editor en el Goskino. En 2012, se publicaron documentos y archivos según los cuales Chernenko tenía más matrimonios e hijos con ellas, que quizá fueron la razón del estancamiento de su carrera durante la década de 1940.
Tenía una dacha (casa de verano estatal) llamada "Sosnovka-3", en Troitse-Lykovo, junto al río Moscova.

## Premios y condecoraciones

### De la Unión Soviética
- Héroe del Trabajo Socialista (1976, 1981, 1984)
- Orden de Lenin (1971, 1976, 1981, 1984)
- Orden de la Bandera Roja del Trabajo (1949, 1957, 1965)
- Medalla por el Trabajo Valiente en la Gran Guerra Patria 1941-1945 (1945)
- Medalla Conmemorativa por el Centenario del Natalicio de Lenin (1969)
- Medalla Conmemorativa del 30.º Aniversario de la Victoria en la Gran Guerra Patria de 1941-1945 (1975)
- Medalla del 60.º Aniversario de las Fuerzas Armadas de la URSS (1978)
- Premio Lenin (1982)
- Premio Estatal de la Unión Soviética (1982)

### De otros países
- Orden de Karl Marx (Alemania Oriental)
- Orden de Georgi Dimitrov (Bulgaria)
- Orden de Klement Gottwald (Checoslovaquia)
- Orden de Süjbaatar (Mongolia)
- Orden de la Bandera Nacional, 1.ª Clase (Corea del Norte)

## Obras
- La democracia soviética. Principios y práctica. Editorial de la Agencia de Prensa Novosti. Moscú, 1977
- EL PCUS: La sociedad de los Derechos Humanos. Editorial de la Agencia de Prensa Novosti. Moscú, 1981
- Pensamiento y práctica. Ediciones Akal, 1984.